# Лунгемарк, Пер
Пер Педерсен Лунгемарк также известный как Пер Йёргенсен (дат. Per Pedersen Lyngemark и дат. Per Jørgensen; 23 мая 1941, Фредериксберг, Дания — 2 апреля 2010) — датский трековый велогонщик. Чемпион летних Олимпийских игр 1968 года в командной гонке преследования.

## Достижения
1968
1-й  Летние Олимпийские игры — Командная гонка преследования
1-й  Чемпион Дании — Командная гонка преследования
1972
1-й  Чемпион Дании — Командная гонка преследования